# Flacăra Libertății din Paris

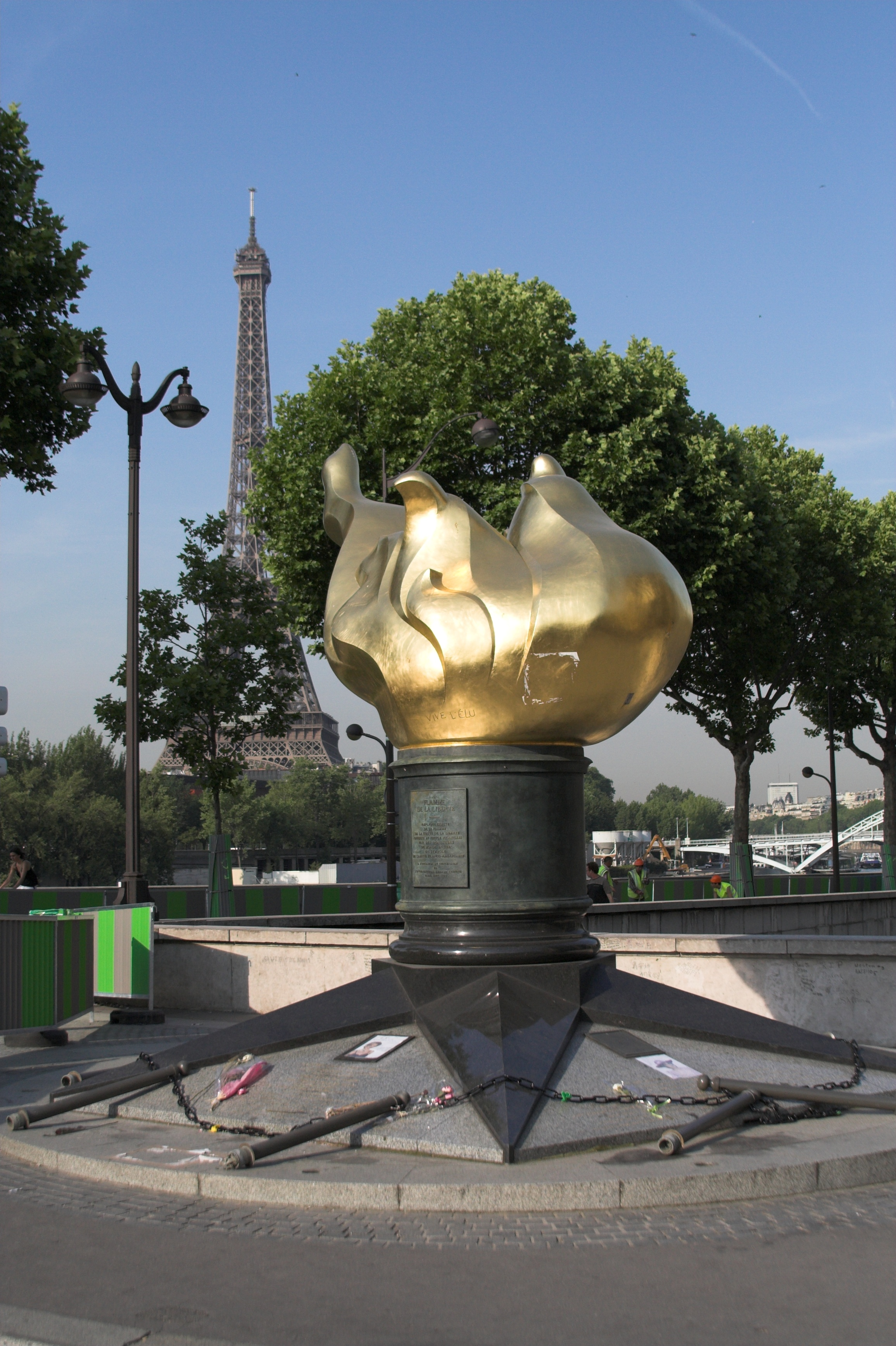
Flacăra Libertății, Place Diana

Flacăra Libertății este un monument inedit din Paris, reprezentând o replică exactă a flăcării de pe Statuia Libertății din New York, care a fost oferită în dar orașului, în 1987, de ziarul american International Herald Tribune, a cărui redacție este la Paris, pentru a celebra centenarul prieteniei franco-americane. Monumentul din bronz aurit, purtând numele în franceză Flamme de la Liberté  (Flacăra libertății), cu înălțimea de 3,5 m, așezată pe un soclu din marmură neagră și gri , a fost inaugurat la 10 mai 1989, în piața Place de l'Alma. 
Pe sub piață trece pasajul subteran în care și-a găsit în mod tragic sfârșitul Diana, Prințesă de Wales în ziua de 31 august 1997. Lângă această flacără au avut loc și manifestațiile de compasiune ale francezilor pentru pierderile suferite de SUA în urma atentatelor din 11 septembrie 2001. 